# 6549 Skryabin
6549 Skryabin eller 1988 PX1 är en asteroid i huvudbältet som upptäcktes den 13 augusti 1988 av den belgiske astronomen Eric W. Elst vid Haute-Provence-observatoriet. Den är uppkallad efter den ryske tonsättaren Aleksandr Skrjabin.
Den tillhör asteroidgruppen Vesta.